# 中国中央电视台戏曲频道
中国中央电视台戏曲频道（频道呼号： 戏曲）自2001年7月9日起脱胎于原“CCTV-3”独立开播（不过与海外戏曲频道播放的内容不同），定位为以弘扬和发展中国优秀戏曲艺术，并以满足戏迷审美要求为宗旨的专业戏曲频道。该频道采用以播放京剧为主，其他地方戏剧为辅的模式进行播出的电视频道，同时也会播出电视剧。该频道现为免费开路频道。
2018年9月1日0时，CCTV-11高清版开始通过中星6A卫星及国干网光缆向全国播出，高标清同播。